# Lucy Monroe
Pour les articles homonymes, voir Monroe.
Lucy Monroe (1906 - 1987) est une soprano américaine et une danseuse. Elle est connue pour ses interprétations de The Star-Spangled Banner, l'hymne national des États-Unis, lors d'événements sportifs et militaires, ce qui lui a valu le surnom de « soprano étoilée »,.

## Biographie

### Jeunesse
Lucy Monroe naît le 23 octobre 1906 à Manhattan, New York aux États-Unis. Elle est la seule enfant d'Anna Laughlin (en), une actrice, et de Dwight Monroe, un marchand de pierres précieuses. Dwight rencontre Anna alors qu'elle interprète le rôle de Dorothy Gale, dans la production de 1902, de Broadway du Magicien d'Oz (en). Du côté de son père, elle est une descendante directe de James Monroe.
Monroe est diplômée de l'école Horace Mann (en), où elle est membre du glee club (en), la chorale. Son père ne veut pas qu'elle fasse carrière dans la musique, mais après sa mort, en 1925, Laughlin encourage les ambitions de Lucy Monroe.

### Carrière
Monroe commence sa carrière, en 1925, en tant que danseuse pour les Ziegfeld Follies, et elle devient également choriste,. Dans les années 1930, elle apparaît dans l'émission The American Album of Familiar Music (en). NBC offre les services de Monroe à l'American Legion, pour leur convention de 1937, marquant sa première prestation professionnelle de The Star-Spangled Banner, l'hymne national des États-Unis. Elle chante l'hymne national lors du bal d'anniversaire du président Franklin D. Roosevelt au Waldorf-Astoria de New York, en janvier 1938.
Elle devient la soliste officielle de la Légion américaine et des vétérans des guerres étrangères. Elle commence également à se produire au Metropolitan Opera et à l'Orchestre philharmonique de New York,. Elle est la vedette de The American Jubilee, un spectacle présenté à l'Exposition universelle de New York 1939-1940. Chacune des 650 représentations se termine par le chant de l'hymne national par Monroe, qui lui donne les surnoms de soprano étoilée et de fille à la bannière étoilée,. En 1942, on estimait qu'elle avait interprété l'hymne 1 500 fois. Dans un entretien avec Bennett Cerf, dans les années 1950, elle estimait qu'elle l'avait alors interprété plus de 5 000 fois.
Pendant la Seconde Guerre mondiale, Monroe s'est rendue dans des camps de l'armée américaine dans le cadre de tournées USO et a chanté lors de rassemblements pour les obligations de guerre. Elle a interprété The Star-Spangled Banner avec le National Symphony Orchestra au DAR Constitution Hall, en mars 1941 pour célébrer son 10e anniversaire avec l'hymne national.
RCA Victor la nomme directrice de la musique patriotique et elle se lance dans une tournée pancanadienne pour promouvoir la musique patriotique et folklorique. En 1942, elle chante l'hymne national devant 40 000 personnes, sur les marches du Lincoln Memoriall.
Elle se rend au fort McHenry, en septembre 1944, pour célébrer le 130e anniversaire de The Star-Spangled Banner. Monroe chante l'hymne national lors de la deuxième investiture (en) du président Harry S. Truman, en 1949. En 1958, elle témoigne devant la commission judiciaire de la Chambre des représentants qui est chargée de choisir une version officielle de l'hymne national, parmi les 171 enregistrées à la bibliothèque du Congrès.
Lucy Monroe chante l'hymne national pour la journée d'ouverture (en) au Yankee Stadium, chaque année de 1945 à 1960 et également lors des matchs de la Série mondiale, organisés au Yankee Stadium, pendant cette période. Elle interprète l'hymne national, en 1949, pour l'inauguration d'un monument pour Babe Ruth dans le Monument Park (en). Elle continue également à voyager en Europe et en Afrique du Nord dans le cadre de tournées USO, et se rend en Corée, en 1953. La famille d'Ed Barrow (en), ancien président des Yankees, l'invite à chanter Abide with Me lors de ses funérailles, en 1953. Elle a également chanté l'hymne national lors de la cérémonie précédant le début de la démolition d'Ebbets Field, le 23 février 1960.

### Vie personnelle
En août 1961, Lucy Monroe épouse Harold Weinberg, un avocat. Ils vivent ensemble jusqu'à sa mort en 1977. Lucy Monroe meurt à Manhattan, d'un cancer, le 13 octobre 1987.